# Église Saint-Pancrace de Brandon
 (novembre 2024).
Si vous disposez d'ouvrages ou d'articles de référence ou si vous connaissez des sites web de qualité traitant du thème abordé ici, merci de compléter l'article en donnant les références utiles à sa vérifiabilité et en les liant à la section « Notes et références ».
L'église Saint-Pancrace de Brandon est une église située sur le territoire de l'ancienne commune de Brandon, dans le département français de Saône-et-Loire et la région Bourgogne-Franche-Comté (depuis le 1er janvier 2019, Brandon est commune déléguée de Navour-sur-Grosne). 

## Historique
L’église de Brandon, attestée dès le Xe siècle , en 934, sous le vocable de saint Martin, appartenait autrefois au chapitre de Saint-Vincent de Mâcon. 
L’église actuelle est essentiellement de la période gothique (nef unique, chœur droit, plus étroit, travée sous clocher flanquée d’une chapelle au nord et au sud), mais elle a été particulièrement remaniée au XIXe siècle, sur les fondations d’un édifice du XIIe siècle.
En mauvais état, elle a fait l’objet d’une importante campagne de restauration et d’agrandissement en 1816-1817 ; la couverture 
de laves a alors été déposée et remplacée par de la tuile.
Quelques travaux d’entretien et d’aménagement ont ensuite été réalisés en 1842, à l'initiative de l’abbé Pelletier, curé desservant, dont la construction d’une chapelle latérale (à usage de sacristie). Le chœur a été agrandi vers l’est en 1851, grâce à une donation de l’abbé Pelletier.

## Architecture
L'église présente une nef principale flanquée de deux collatéraux (qui, toutefois, ne suivent pas toute la longueur de la nef principale). Le chœur se termine par une abside en cul-de-four. 
L’église, orientée ouest-est, dispose d'un clocher renfermant deux cloches qui furent bénites en 1844 par l'abbé Lagay, curé de Matour : l'une pesant 510 kg et sonnant en sol, l'autre pesant 370 kg et sonnant elle aussi en sol.

## Culte
Édifice consacré du diocèse d'Autun relevant de la paroisse Saints-Apôtres-en-Haut-Clunisois (siège à Trambly) – qui en est affectataire au titre de la loi de 1905 –, l'église de Brandon est un lieu de culte catholique.